# Madame Chrysanthème (opera)

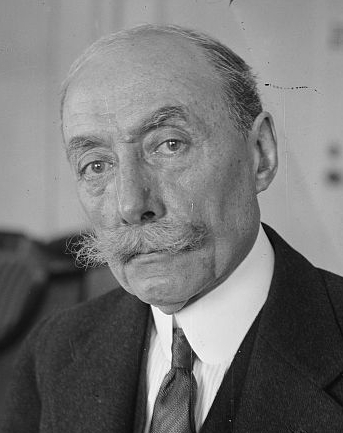
André Messager

Madame Chrysanthème är en opera från 1893 med musik av André Messager och libretto av Georges Hartmann och Alexandre André, efter den självbiografiska romanen the Madame Chrysanthème (1887) av Pierre Loti. Operan består av fyra akter med en prolog och epilog, och utspelas i Nagasaki i Japan.

## Bakgrund
Tiden före Madame Chrysanthème hade Messager börjat etablera sig som kompositör av flera baletter och framgång på Opéra-Comique 1890 med La Basoche. Refuserad av Léon Carvalho på Opéra-Comique  uppfördes Madame Chrysanthème första gången på Théâtre de la Renaissance i Paris den 21 januari 1893 med Jane Guy och Louis Delaquerrière i huvudrollerna. Verket framfördes 16 gånger på teatern det första året.
Det förekom två föreställningar i Monte Carlo den 21 december 1901 och 3 januari 1902 med Mary Garden och Edmond Clément i huvudrollerna. Operan sattes även upp på Théâtre Royal de la Monnaie i Bryssel den 9 november 1906, i Montreal 1912, och av Chicago Opera Association i Chicago och New York (Lexington Theatre) 1920 med Tamaki Miura, Charles Fontaine och Hector Dufranne.
Även om båda operor kan spåras tillbaka till samma originalhistoria kontrasterar Giacomo Puccinis Madama Butterfly och Madame Chrysanthème starkt, särskilt med Puccinis tonsättning av den djupare aspekten av karaktärernas inre värld. Växlingen mellan publika och privata sfärer i Messagers verk visar fram andra aspekter av Japan och påminner åskådaren/lyssnaren om en myllrande värld utanför Europas gränser. Skillnaden mellan Messager och Puccini visar sig även i Pierres misslyckande att förstå och handha Chrysanthème, och Pinkertons dominans och ägande över Butterfly. Messagers librettister ändrade Lotis ursprungliga cyniska anknytning mellan huvudkaraktärerna till en mer äkta kärleksaffär, liksom i skapandet av en svartsjuka konfilkten mellan de två sjömännen.
En höjdpunkt i operan är sopranarian "Le jour sous le soleil béni...".

## Roller
| Roller                                      | Röststämma  | Premiärbesättning 12 december 1893 (Dirigent: André Messager) |
| ------------------------------------------- | ----------- | ------------------------------------------------------------- |
| Pierre                                      | tenor       | Louis Delaquerrière                                           |
| Monsieur Kangourou                          | tenor       | Charles Lamy                                                  |
| Yves                                        | baryton     | Jacquin                                                       |
| Monsieur Sucre                              | bas         | Declercq                                                      |
| Un gabier                                   | –           | Gesta                                                         |
| Premièr Officier René                       | bas         | Chassaing                                                     |
| Deuxieme Officer Charles                    | bas         | Halary                                                        |
| Madame Chrysanthème                         | sopran      | Jane Guy                                                      |
| Madame Prune                                | kontraalt   | Caisso                                                        |
| Oyouki                                      | sopran      | Nettie Lynds                                                  |
| Madame Fraise                               | mezzosopran | Micot                                                         |
| Madame Jonquille                            | sopran      | Alberty                                                       |
| Madame Campanulle                           | sopran      | Dica                                                          |
| Kör: Officerare, sjömän, européer, japaner. |             |                                                               |

## Handling

### Prolog
Efter ett orkesterförspel visas ett fartygsdäck på ett franskt skepp; två officerare, Pierre och Yves lutar sig mot relingen medan utsikten sjunger. Pierre sjunger om att han längtar efter att få uppleva en japansk kärleksaffär. En fanfar kungör skeppets angörande i hamnen och scenen ändras:

### Akt 1
När skeppet anländer till Nagasaki invaderas det av köpmän, vilka följs av geishor som dansar. Bland dem återfinns en flicka som Pierre omedelbart förälskar sig i. Född i Yeddo övergavs hon som barn. Innan hon kan säga sitt namn till Pierre tillkännager Yves att Kangarou har kommit ombord. Han är en skojare, men också en äktenskapsfixare. Trots att Kangarou bråkar hälsar sällskapet på hennes adoptivföräldrar Sucre och Prune. Pierre gör upp en kontrakt på ett "japanskt äktenskap" med sin utvalda geisha, och i slutet av akten tillkännager Kangarou Chrysanthèmes namn.

### Akt 2
Efter ett orkestralt mellanspel börjar akten i Chrysanthèmes trädgård, där Prune tillber Buddha. Chrysanthème ordnar blommor runt i huset. Pierre förklarar sin kärlek men Chrysanthème klandrar honom. Deras vänner kommer och gratulerar paret.

### Akt 3
Framför templet i Osueva äger en festival rum med sång och dans. Efter att Chrysanthème har sjungit sin sång blir Pierre rasande och svartsjuka gräl utbryter mellan Yves och Pierre. Akten slutar med en procession och körsång av präster.

### Akt 4
Chrysanthème och Oyouki hörs sjunga utanför scenen. Pierre kommer in i trädgården och betänker känslorna som sången väckte. Paren återförenas. Ett kanonskott hörs i fjärran och Yves kommer glädjestrålande in vid tanken på att återse sin familj i Bretagne. Chrysanthème ger Yves ett brev som han ska överräcka till Pierre när de har seglat iväg.

### Epilog
(Sama scen som i Prologen). Pierre läser Chrysanthèmes brev i vilket hon skriver att trots att hon log när de for ska han minnas att det i Japan kommer finnas kvinnor som älskar och gråter. Han kastar lotusblommorna hon gav honom i havet och ber att få glömma sitt japanska äktenskap.